# Legio I Italica
Legio prima Italica ou Legio I Italica ("Primeira legião Italiana") foi uma legião do exército imperial romano fundada pelo imperador romano Nero em 22 de setembro de 66 (uma data atestada numa inscrição). Seu cognome é uma referência à origem italiana de seus primeiros recrutas. Segundo a Notitia Dignitatum, a I Italica ainda guardava a fronteira do Danúbio.

## História

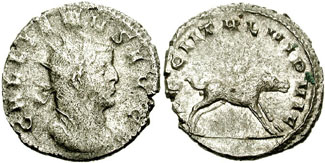
Antoniniano de Galiano (c. 260-262) com o javali da I Italica.

Logo depois da Guerra romano-parta de 58-63, Nero criou a Legio I Italica com o nome de "Phalanx Alexandri Magni" ("Falange de Alexandre Magno"), para uma campanha na Armênia, "ad portas Caspias", um local que se supõe ser o passo de Chavar. As fontes mencionam o curioso fato de que os legionários originais eram italianos, todos com mais de 1,8 metros de altura. Porém, como a Primeira Revolta Judaica irrompeu apenas algumas semanas depois, esta campanha jamais se realizou. Além disso, o governador da Gália, Caio Júlio Víndice, se revoltou no início de 68 e a I Italica foi acionada, mas chegou tarde. No ano dos quatro imperadores (69), depois da morte de Nero, ela recebeu seu cognome e lutou do lado de Vitélio na Segunda Batalha de Bedríaco, na qual as forças deste foram derrotadas pelas forças de Vespasiano. O novo imperador enviou a I Italica para a Mésia Inferior em 70, com base em Nova (moderna Svishtov, Bulgária) e ela permaneceu ali por mais de 400 anos.
Durante as Guerras Dácias de Trajano, a I Italica foi a responsável pela construção da ponte sobre o Danúbio, uma das especialidades da legião. Por volta de 140, um de seus centuriões foi o responsável pela construção de uma seção da Muralha Antonina.
No reinado de Marco Aurélio, a I Italica quase certamente esteve envolvida nas guerras contra as tribos germânicas que ameaçavam cruzar o Danúbio. Depois de uma longa guerra, os romanos conquistaram a maior parte do território na margem esquerda do Danúbio. Marco Aurélio pretendia criar ali uma nova província sob a liderança do governador Aulo Júlio Pompílio Piso, comandante da I Italica e IV Flavia Felix, mas a revolta da Avídio Cássio no oriente impediu qualquer ação neste sentido.
No ano dos cinco imperadores (193), o governador da Panônia Superior, Sétimo Severo, ascendeu ao trono imperial e se mudou para a Itália, mas a I Italica não o seguiu. Ela lutou contra o adversário de Severo, Pescênio Níger, cercando Bizâncio junto com a XI Claudia, lutando em Isso. A I Italica provavelmente participou da Campanha parta de Sétimo Severo (198).
No século III, durante o reinado de Caracala, a I Italica participou da construção da Fronteira Transalutana (Limes Transalutanus), uma muralha defensiva ao longo do Danúbio que iniciava perto de Nova. Sob Alexandre Severo, algumas de suas vexillationes se mudaram para Salona (Salonae) para guardar a costa da Dalmácia.